# Zvone Mornar
Zvone Mornar  (Kaštel Novi, 5. veljače 1920. – Zagreb, 7. siječnja 2008.) bio je hrvatski novinar i publicist.

## Životopis
Nakon završetka gimnazije polazio je Vojnu akademiju. Kao pripadnik prve generacije domobranskih časnika bio je od 1941. do 1945., poručnik pa natporučnik u Zagrebu, Varaždinu i Slavonskom Brodu, djelujući kao nastavnik u vojnim učilištima.
U športskom novinarstvu bio je od 1945. Sve do mirovine 1984. radio je u istom listu, Ilustriranim fizkulturnim novinama (od 1945. Narodni sport, od 1962. Sportske novosti). Počeo je učeći od Miroslava Habuneka i Žarka Susića. Prvo je bio reporter, pa urednik nogometne rubrike, zatim od 1957. do 1972. zamjenik glavnog urednika, te napokon glavni i odgovorni urednik od 1972. do 1984. i direktor od 1976. do 1984.
Pisati je nastavio i u mirovini, kao stalni kolumnist Slobodne Dalmacije.
Pisao je o mnogim sportovima, ali je najviše dao kao kroničar, analitičar i komentator nogometnih zbivanja.
Izvještavao je sa šestorih Olimpijskih igara (1960., 1964., 1968., 1972., 1976. i 1980.), s četvorih svjetskih prvenstava u nogometu (1954., 1966., 1974. i 1982.), sa svjetskih prvenstava u gimnastici i stolnom tenisu te s europskih prvenstava u plivanju i vaterpolu.
Bio je predsjednik Sekcije sportskih novinara Hrvatske čak 21 godinu, od 1950. do 1971., te predsjednik je Udruženja sportskih novinara Jugoslavije od 1971. do 1974. Šest puta je između 1965. i 1974. predstavljao državnu udrugu na kongresima Međunarodne udruge sportskih novinara (AIPS).

## Djela
- Nezaboravne utrke (1951.)
- Na pet kontinenata (1953.)
- Prvi u Švicarskoj (1954.)
- Desetljeće nogometnih trijumfa (1955.)
- Prvaci opet na sceni (1958.)
- Tko je tko u nogometu (1960.)
- 80 godina hrvatskog nogometa (1993.).

## Nagrade i priznanja
- Majska nagrada Republičkog sekretarijata za prosvjetu, kulturu i fizičku kulturu Hrvatske (1962.)
- Trofej za fizičku kulturu (1970.)
- Zlatno pero Društva novinara Hrvatske (1974.)
- Nagrada Milan Milanović za životno djelo SFKH (1976.)
- Orden zasluga za narod sa srebrnim zracima (1976.)
- Nagrada za životno djelo Udruženja sportskih novinara Jugoslavije (1979.)
- Zlatna plaketa Vjesnika (1984.)
- Nagrada "Otokar Keršovani" za životno djelo (1987.)
- Diploma časti Međunarodnog odbora za fair play UNESCO-a za promicanje fair playa.
- Nagrada za životno djelo Hrvatskog zbora sportskih novinara (1994.)
- Trofej Hrvatskog zbora sportskih novinara (1999.)